# Anna Wielgosz
Anna Wielgosz (Nisko, 9 novembre 1993) è una mezzofondista polacca, vincitrice di un bronzo outdoor e di un oro indoor europei sugli 800 metri.

## Palmarès
| Anno | Manifestazione  | Sede      | Evento      | Risultato  | Prestazione | Note                          |
| ---- | --------------- | --------- | ----------- | ---------- | ----------- | ----------------------------- |
| 2017 | World Relays    | Nassau    | 4×800 m     | 4ª         | 8'24"71     |                               |
| 2018 | Europei         | Berlino   | 800 m piani | 5ª         | 2'01"26     |                               |
| 2019 | Mondiali        | Doha      | 800 m piani | Semifinale | 2'04"00     |                               |
| 2021 | Europei indoor  | Toruń     | 800 m piani | Semifinale | 2'05"29     |                               |
| 2021 | Giochi olimpici | Tokyo     | 800 m piani | Batteria   | 2'03"20     |                               |
| 2022 | Mondiali        | Eugene    | 800 m piani | Semifinale | 2'00"51     |                               |
| 2022 | Europei         | Monaco    | 800 m piani | Bronzo     | 1'59"87     |                               |
| 2023 | Mondiali        | Budapest  | 800 m piani | Batteria   | 2'03"61     |                               |
| 2024 | Mondiali indoor | Glasgow   | 800 m piani | Batteria   | 2'01"58     | Miglior prestazione personale |
| 2024 | Europei         | Roma      | 800 m piani | 6ª         | 1'59"99     |                               |
| 2024 | Giochi Olimpici | Parigi    | 800 m piani | Batteria   | 2'02"54     |                               |
| 2025 | Europei indoor  | Apeldoorn | 800 m piani | Oro        | 2'02"09     |                               |
| 2025 | Mondiali indoor | Nanchino  | 800 m piani | 5ª         | 2'00"34     | Miglior prestazione personale |

## Altre competizioni internazionali
2019
- Campionati europei a squadre di atletica leggera ( Bydgoszcz)